# Lý Vân (Thủy hử)
Lý Vân (李雲) ngoại hiệu là Thanh Nhãn Hổ (Hổ mắt xanh), đứng thứ 97 trong 108 anh hùng, thuộc sao Địa Sát Tinh. Trước làm chức Đô đầu ở huyện Nghi Thủy.

## Ngoại hình
Lý Vân được mô tả là có đôi mắt màu xanh lam, nên được gọi với ngoại hiểu Thanh nhãn hổ. Có khả năng nguyên hình nhân vật Lý Vân là người có xuất thân từ Ly Hãn, một khu vực mà người Hán nơi đây có gốc gác La Mã.

## Lên Lương Sơn
Lúc Lý Quỳ giết 4 hổ trả thù cho mẹ, chính Lý Vân đã bắt được Lý Quỳ, khi áp giải về chỗ Tri huyện, bị trúng kế của Chu Quý, Chu Phú, sổng mất Lý Quỳ, suýt bị Lý Quỳ giết, nhưng nhờ có Chu Phú - học trò của Lý Vân và là em trai Chu Quý - khuyên giải, thế là Lý Vân gia nhập Lương Sơn Bạc.
Ở Lương Sơn, Lý Vân không có người thân quen, không có chỗ dựa nên khi phân chia thứ bậc, ông được xếp hạng rất thấp, chỉ được giao công việc trông coi nhà cửa, phòng ốc.

## Tử trận
Sau này Lý Vân theo Tống Công Minh qua Giang Nam đánh Phương Lạp, Lư Tuấn Nghĩa đánh thành Hấp Châu, quân Phương Lạp bỏ chạy. Lý Vân, Thạch Dũng đụng độ Đại tướng Vương Dần, cả hai đánh không lại, đều bị Vương Dần đâm chết.

## TrongĐãng Khấu Chí
Tại hồi 63, Hô Diên Chước làm đại tướng, phó tướng là Lý Vân lĩnh đội 2 trấn giữ Nhị Quan. Quân triều đình chia ba cánh công phá dữ dội, trên ai Song tiên ra sức phòng thủ đánh lại từ sáng đến trưa, thấy cửa ải sắp vỡ, quân triều đình nhất tề xông lên. Hô Diên Chước thấy Trương Thanh liền giao Nhị quan lại cho trấn giữ, phần mình dẫn quân liều chết đánh lại, hy vọng giữ được ải.
Lý Vân thấy Hô Diên Chước đấu với Đặng Tông Bật hơn 50 hiệp không phân thắng bại, liền múa đao vỗ ngựa đến giúp. Ngờ đâu Tông Bật gầm lên một tiếng như hổ rống, ánh kiếm lấp loáng, đầu Thanh nhãn hổ rơi lăn lông lốc.